# Franco Andrea Bonelli

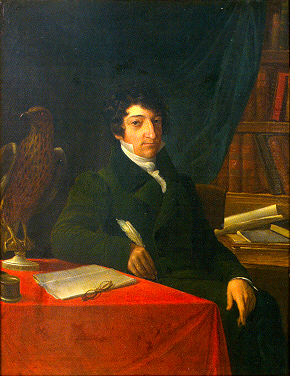
Franco Andrea Bonelli

Franco Andrea Bonelli (ur. 10 listopada 1784, zm. 18 listopada 1830) – włoski ornitolog i entomolog.
Niewiele wiadomo o jego wczesnym życiu, pewne jest, że urodził się w Cuneo i już od dzieciństwa interesował się przyrodą oraz otaczającą go fauną. Zajmował się wówczas zbieraniem okazów i sporządzał notatki.
W 1807 roku został członkiem Reale Società Agraria di Torino, przedstawił wówczas pracę opisującą chrząszcze żyjące na terenie Królestwa Piemontu. We wrześniu 1810 roku wyjechał do Paryża, by poszerzać swą wiedzę w tamtejszym Muzeum Historii Naturalnej. Rok później został profesorem na Uniwersytecie Turyńskim i zarządcą uniwersyteckiego muzeum historii naturalnej. W okresie przebywania na turyńskim uniwersytecie zgromadził jedną z największych w Europie kolekcji ornitologicznych.
W 1811 zrealizował Katalog Ptaków Piemontu, opisujący 262 gatunki. W 1815 roku odkrył gatunek świstunki górskiej, w 1819 roku nazwanym przez Louisa Vieillota Phylloscopus bonelli. W tym samym roku odkrył też i opisał orzełka południowego (Hieraaetus fasciatus), w 1822 roku także nazwanego przez Vieillota.
Jego następcą w muzeum turyńskim był Carlo Giuseppe Gené.

## Prace
- Catalogue des Oiseaux du Piemont (1811).
- Observations Entomologique. Première partie. Mém. Acad. Sci. Turin 18: 21-78, Tabula Synoptica (1810).
- Observations entomologiques. Deuxieme partie. Mém. Acad. Sci. Turin 20: 433-484 (1813)